# HMS Ameer (D01)
HMS Ameer (D01), nguyên là tàu sân bay hộ tống USS Baffins (CVE-35) (ký hiệu lườn ban đầu AVG-35 và sau đó là ACV-35) của Hải quân Hoa Kỳ thuộc lớp Bogue, được chuyển cho Hải quân Hoàng gia Anh Quốc, và đã hoạt động trong Chiến tranh Thế giới thứ hai thuần túy tại Viễn Đông. Sau chiến tranh, nó được hoàn trả cho Hoa Kỳ, được bán để hoạt động hàng hải tư nhân dưới tên gọi Robin Kirk trước khi bị tháo dỡ tại Đài Loan vào năm 1969.

## Thiết kế – Chế tạo – Chuyển giao
Baffins được đặt lườn vào ngày 18 tháng 7 năm 1942 tại xưởng đóng tàu của hãng Seattle-Tacoma Shipbuilding tại Tacoma, Washington; nó được hạ thủy vào ngày 18 tháng 10 năm 1942, được đỡ đầu bởi Bà Laurence Bennett, phu nhân Trung tá Hải quân Bennett; và được đưa ra hoạt động ngày 28 tháng 6 năm 1943 dưới quyền chỉ huy của Đại tá Hải quân W. L. Rees. Tên của nó được đặt theo vịnh Baffin ở phía Nam Texas. Baffins được giữ lại Xưởng hải quân Puget Sound cho đến ngày 18 tháng 7 năm 1943, và được xếp lại lớp thành CVE-35 vào ngày 15 tháng 7 năm 1943.
Ngày 18 tháng 7 năm 1943, nó được đưa đến Vancouver, British Columbia tại Canada, được chuyển cho Anh Quốc theo chương trình Cho thuê-cho mượn, được đổi tên thành HMS Ameer (D01), và đã phục vụ trong chiến tranh như một chiếc thuộc lớp Ameer. Nó được tái trang bị theo những yêu cầu của Hải quân Hoàng gia, bao gồm việc kéo dài sàn đáp, trang bị hệ thống sonar ASDIC, thay đổi hệ thống chữa cháy và thông gió, và thay đổi kho chứa bom và thủy lôi để có thể chấp nhận vũ khí của cả Anh hay Mỹ.

## Lịch sử hoạt động

### Viễn Đông
Khi về đến Anh Quốc, Ameer được điều sang Hạm đội Viễn Đông Anh Quốc, và khởi hành vào tháng 5 năm 1944, làm nhiệm vụ hộ tống cho đoàn tàu vận tải KMF-31 đi đến Địa Trung Hải trên đường đi đến Trincomalee thuộc Ceylon. Tại đây nó gia nhập với các tàu chị em HMS Battler, HMS Begum và HMS Shah.
Vào đầu năm 1945, Ameer gia nhập Lực lượng Đặc nhiệm 61 để hỗ trợ cho "Chiến dịch Lightning", cuộc tấn công đổ bộ của các đơn vị Thủy binh Hoàng gia và Lục quân xuống Akyab ở Burma. Tuy nhiên, lực lượng Nhật Bản đã rút lui khỏi khu vực then chốt này 48 giờ trước đó, khiến cho cuộc bắn phá mãnh liệt được tiến hành trở nên không cần thiết.
Hoạt động tiếp theo của Ameer là trong Chiến dịch Matador nhằm chiếm đảo Ramree, khi máy bay của nó trinh sát điểm rơi pháo cho thiết giáp hạm HMS Queen Elizabeth vào ngày 21 tháng 1 năm 1945. Mục đích của cuộc bắn phá là nhằm vô hiệu hóa các khẩu đội phòng thủ duyên hải Nhật Bản chuẩn bị cho cuộc đổ bộ của các Lữ đoàn 71 và Lữ đoàn 4. Vài ngày sau, Ameer hỗ trợ cho việc đổ bộ lên đảo Cheduba lân cận của lực lượng Thủy binh Hoàng gia trong Chiến dịch Sankey, và một lần nữa không gặp sự kháng cự; do toàn bộ hòn đảo không bị chiếm đóng.
Vào ngày 22 tháng 2 năm 1945, Ameer khởi hành từ Trincomalee cùng với Lực lượng Đặc nhiệm 62 bao gồm tàu chị em HMS Empress, tàu tuần dương hạng nhẹ HMS Kenya, sáu tàu khu trục và sáu tàu hộ tống. Mục đích là nhằm thực hiện Chiến dịch Stacey, hoạt động đầu tiên trong số ba nhiệm vụ trinh sát hình ảnh các khu vực cảng Hastings và đảo Phuket thuộc eo đất Kra. Việc trinh sát được thực hiện thành công mà không có sự ngăn trở của đối phương từ ngày 26 đến ngày 28 tháng 2. Tuy nhiên, vào ngày tiếp theo, lực lượng đặc nhiệm bị phát hiện và bị tấn công. Máy bay tiêm kích Hellcat của Ameer và Empress đã chống trả thành công những đợt tấn công.
Vào tháng 6 năm 1945, Lực lượng Đặc nhiệm 63, bao gồm Ameer và các tàu chị em HMS Khedive và HMS Stalker, rời Trincomalee tham gia Chiến dịch Balsam, cuộc trinh sát thứ ba và là cuối cùng bên trên Malaya. Vào ngày 20 tháng 6, khi đến lúc kết thúc chiến dịch, phi công của lực lượng đặc nhiệm đã thực hiện các cuộc tấn công càn quét. Máy bay Hellcat của Ameer phối hợp cùng Phi đội 808 và những chiếc Supermarine Seafire của Phi đội 809 đã tấn công các căn cứ sân bay Nhật Bản tại Lhoksemawe, Medan và Bindjai bắn phá các cơ sở và máy bay trên mặt đất. Hỏa lực phòng không đẵ bắn rơi một chiếc Hellcat.
Những hoạt động cuối cùng của Ameer là nhằm hỗ trợ các hoạt động quét mìn tại các địa điểm đổ bộ tiềm năng. Hoạt động thứ nhất, cùng với tàu sân bay hộ tống HMS Emperor, tàu tuần dương hạng nhẹ HMS Nigeria và các tàu khu trục HMS Roebuck, HMS Eskimo và HMS Vigilant, đã hỗ trợ trên không và bắn phá ngoài khơi quần đảo Nicobar trong ngày 9 và 10 tháng 7. Hoạt động thứ hai, Chiến dịch Livery, bắt đầu vào ngày 24 tháng 7, dọn sạch các lối tiếp cận đến đảo Phuket ngoài khơi eo đất Kra, có thiết giáp hạm HMS Nelson trong thành phần lực lượng bảo vệ. Ngày 25 tháng 7, Lực lượng Đặc nhiệm 63 chịu đựng những đợt ném bom và tấn công tự sát kamikaze, khiến tàu quét mìn HMS Vestal bị đánh trúng. Nhật Bản đầu hàng ba tuần sau đó.

#### Lực lượng không quân phối thuộc
Như là một tàu sân bay chiến đấu, HMS Ameer có thể mang cho đến 24 máy bay. Trong hoạt động thường trực, nó hầu như mang kiểu máy bay tiêm kích Mỹ Grumman Hellcat II (ban đầu gọi là Gannet), mặc dù cũng từng mang Grumman Wildcat V (ban đầu gọi là Martlet), cũng như là kiểu thủy phi cơ Walrus I vào cuối chiến tranh:
| Thời gian                          | Phi đội Không lực hải quân Hoàng gia | Kiểu máy bay |
| ---------------------------------- | ------------------------------------ | ------------ |
| tháng 7 năm 1944-tháng 8 năm 1944  | 845                                  | Wildcat V    |
| tháng 12 năm 1944-tháng 3 năm 1945 | 804                                  | Hellcat II   |
| tháng 12 năm 1944                  | 845                                  | Wildcat V    |
| tháng 4 năm 1945-tháng 9 năm 1945  | 896                                  | Hellcat II   |
| tháng 5 năm 1945-tháng 10 năm 1945 | 804                                  | Hellcat II   |
| tháng 6 năm 1945                   | 888                                  | Hellcat II   |
| tháng 7 năm 1945-tháng 8 năm 1945  | 1700 Dt                              | Walrus I     |

### Sau chiến tranh
HMS Ameer được hoàn trả cho Hoa Kỳ tại Norfolk, Virginia vào ngày 17 tháng 1 năm 1946; và sau đó được bán để hoạt động hàng hải thương mại tư nhân vào ngày 17 tháng 9 năm 1946 dưới tên gọi Robin Kirk. Nó được tháo dỡ tại Đài Loan vào năm 1969.